# María Teresa Ramírez (poetisa)
María Teresa Ramírez Nieva (17 de junio de 1944) es licenciada en historia y filosofía egresada de la Universidad del Valle, ensayista, poetisa y declamadora colombiana, nacida en Corinto, Cauca, de donde se traslada siendo muy joven a Buenaventura en el Valle del Cauca. Por su fuerza y su pasión al declamar ha sido llamada "Huracana de la poesía". Ha recibido el título de almadre que otorga el Museo Rayo a las mujeres poetas colombianas que alcanzan la excelencia en sus obras.

## Biografía
Nació en Corinto, Cauca en 1944. A la edad de dos años, a causa conflicto armado colombiano, su familia decide trasladarse al puerto de Buenaventura, donde inicia su preparación académica, así como su producción artística; en 1963 se gradúa como bachiller del Colegio Pascual de Andagoya, para luego iniciar su formación profesional en la Universidad del Valle, de la cual recibe en 1967 el título de licenciada en historia y filosofía.
Ha ejercido su profesión docente en los municipios de Silvia y Santander de Quilichao en Cauca y, tras radicarse nuevamente en el Valle, trabajó en el Liceo Femenino y el Colegio de Cárdenas en Palmira.
En 1986, en el que sería uno de los eventos más importantes para su posterior producción literaria, participa en el IV Encuentro de Mujeres Poetas Colombianas organizado en el Museo Rayo de Roldanillo, Valle, donde conoce al artista Ómar Rayo y a su esposa Águeda Pizarro de Rayo, quienes impresionados por la excepcional capacidad de la poeta para transmitir su esencia negra, la apoyan y motivan para recopilar su trabajo literario. De este encuentro surge la publicación de su primer libro de poesía La noche de mi piel en 1988.
Tras continuar su producción artística y realizar múltiples presentaciones por todo el país en escuelas, universidades, casas de cultura, teatros, hospitales, entre otros, en 2007 en el XXIII Encuentro de Mujeres Poetas Colombianas, recibe de manos de la directora del evento, Áugueda Pizarro, el título de almadre otorgado a las mujeres poetas que han logrado la excelencia, al cual para esta edición especial se le cambia el nombre por el de almanegra pues las tres homenajeadas de ese año eran poetas afrodescendientes: Mária Teresa acompañada de Mary Grueso y Elcina Valencia.
A la par con su trabajo poético ha desempeñado una labor investigativa étnica y folclórica acerca de la literatura afrocolombiana, la lengua palenquera, y en general sobre sus raíces y ancestros negros.

## Obras

### Libros publicados
- La noche de mi piel (1988)

- Abalenga (2008)

- Flor de Palenque (2008)

- Los pasos del exilio (2008)
- Mabungu
- Patakies africanos
- Leyendas africanas
- Historia de Palmira
- Bordados en la tela del juicio

### Libros Inéditos
- Ancestro y son

- Bordados en la Tela del Juicio

- Historia del Cantón de la Palma. A la Villa de Palmira